# 北京歙县会馆
北京歙县会馆是明清时期安徽徽州府歙县籍民间人士在北京自发组织的会馆，位于西城区宣武门外大街107号（西侧）。北京歙县会馆创建于16世纪中期的明代中叶，至1954年移交给北京市政府，存续了近四百年，是北京起源最早、存续时间最长的会馆。
北京歙县会馆最早由杨忠等三十二人创建于明嘉靖三十九年（1560年）以前，最初位于外城的菜市中街，名为“崇义馆”。嘉靖四十一年至四十二年，杨忠等人将原先狭窄的会馆迁移至正阳门西则世庙，同时又在永定门外下马社（俗称石榴庄，今丰台区南苑乡双庙村）购地3亩作为义庄，作为无力远运灵柩回乡者的公共墓地。。崇祯十七年（1644），歙县会馆毁于战火。清乾隆六年（1741），歙县潭渡出身的扬州盐商、五品刑部郎中黄履昊将宣武门外大街的私宅捐为会馆，并订立《会馆公议条约》，规定专门用于接待举子进京赶考的试馆。嘉庆九年（1804年）重修会馆，由两淮盐务总商、加两淮盐运使衔鲍漱芳（1763—1807）独力捐资2100两。
扩建完成的歙县会馆东西长55米，南北宽46米，占地超2500平方米，为规模最大的府州县会馆。清嘉庆十六年以后，北京歙县会馆的经费主要来自扬州两淮盐商总商江广达等人每年三千银两的捐助。会馆楹联包括“清樽夜话黄山树，彩笔朝题紫陌花”、“钟毓本山川，问练水黄峰，几多人物；科名关福命，知状元宰相，不在文章。”（内阁学士鲍桂星题）。
曾在歙县会馆居住的名人包括曹文埴、曹振镛父子，罗聘，戴震，吴承仕，黄宾虹，张恨水等人。清代户部右侍郎王茂荫只身担任京官30年，一直独居在歙县会馆。
1943年7月23日，仁井田升博士参观歙县会馆 .1954年,歙县会馆移交给北京市政府时，宣武门外大街会馆占地7亩多，房屋207间，义庄墓地二百六十余亩，义庄房屋也有二十六间。
2013年列为西城区普查登记文物。2020年1月，西城区向社会发布首批歙县会馆等7处腾退文物建筑活化利用计划，歙县会馆将用于建设中英金融与文化交流中心。